# Павел Брюлов
Павел Александрович Брюлов (на руски: Па̀вел Алекса̀ндрович Брюлло̀в) е руски архитект и художник-пейзажист, академик и член на Съвета на Императорската художествена академия, член на Съвета на организацията на передвижниците и пазител на днешния Държавен руски музей. Той е син на руския архитект и художник Александър Брюлов и племенник на големия художник Карл Брюлов.

## Фамилията Брюлови
Родоначалник на фамилията Брюлови е френският скулптор-орнаменталист Георг Брюло, който пристига в Санкт Петербург през 1773 година. Неговият син Йохан (Иван) Брюло също става скулптор. Най-възрастният син на Йохан – Пол (Павел) Брюло, вече е руски скулптор, дърворезбар, график и академик по орнаментална скулптура и живописец-миниатюрист.
Следващото поколение приема славянско окончание на фамилията си и е богато на хора на изкуството. Най-възрастният син на Пол е Фьодор Брюлов, който става художник, професор по църковна живопис. Следващият син – Александър Брюлов е художник и професор по архитектура. Най-малкият от тримата постига най-голяма известност. Това е Карл Брюлов, един от големите руски художници, член на художествените академии в Петербург, Париж, Рим и Флоренция. При следващото поколение синът на Фьодор – Николай Брюлов става архитект, а синът на Александър е художникът и архитект Павел Брюлов.

## Детство и младост
Павел Александрович Брюлов е роден на 17 август 1840 година в неголямото градче Павловск, Санкт Петербургска губерния. Той е четвъртото дете на професора по архитектура в Императорската художествена академия Александър Брюлов и баронеса Александра фон Рал. Родителите са много добре финансово, могат да подкрепят всеки интерес, проявен от децата им, и да им дадат най-добро образование.
Още в детските си години Павел има крайно разнообразни интереси, увлича се от живопис и музика, свири на виолончело и роял, но най-силно е притеглен от точните науки. Особено леко му се отдава математиката. Затова постъпва във физико-математическия факултет на Имперския университет в Санкт Петербург. Учи се блестящо и преподавателите му даже пророкуват, че ще стане гениален математик. През 1863 година завършва университета и получава званието кандидат на физико-математическите науки.
Едновременно с това от 1861 до 1864 година учи в Императорската художествена академия. Там той успешно съвместява занятията по архитектура с тези по рисуване и живопис, като посещава класовете по архитектура на Константин Тон, Андрей Щакеншнайдер, Давид Грим, Александър Резанов и този на баща си.
Той е един от малкото студенти на Академията, който е получавал сребърни медали и за двата вида изкуство. През 1864 година е награден с голям сребърен медал за проекта си за театър за губернските градове, а през 1870 получава голям поощрителен медал за представената на академичната изложба картина „След работа“. Общо за времето си на обучение в Академията получава два малки и три големи сребърни медала. През 1874 година напуска Академията със званието класен художник-архитект ІІІ степен.
След завършването си заминава на държавна издръжка в Европа, където прекарва две години. Живее във Франция, Италия и Англия. В Париж посещава класа на френския живописец Леон Бона във Висшето национално училище по изящни изкуства (École des Beaux-Arts). Тогава за първи път открива в себе си сериозно влечение към пейзажната живопис.

## Зрелост
През 1870 година е създадена организацията на передвижниците, а от 1872 година Павел Брюлов става редовен участник в техните художествени изложби. По това време вече се ползва с голяма популярност както между художниците, така и между зрителите. През 1874 година става член на асоциацията и започва да помага на Карл Лемох в счетоводството. Впоследствие е избран за неин касиер и член на Управителния съвет. През 1873 година е член на международното жури на Световното изложение във Виена.
Участва в квартета и триото, формирани между по-музикалните передвижници, където свири на виолончело. Любимите му чуждестранни композитори са Хайдн, Моцарт и Бетовен, а от руските с голямо уважение се отнася към Глинка, чиито произведения подробно е разучавал.
Павел има два брака. Първият е със София Кавелина, дъщеря на историка и социолога Константин Кавелин. Самата София е писателка, преподава история във Василеостровската женска гимназия и печата сериозни статии на исторически теми. Умира на 26-годишна възраст вследствие на тежка бременност. От нея има един син – Вадим. Брюлов сключва втори брак с Маргарита Лихонина, която му ражда още 5 деца – Борис, Лидия, Елена, Вера и Евгения.
Павел Брюлов е известен с високата си обща култура, с многообразието на интересите и знанията си, с външната красота, с почтеността и проявяваната толерантност, но също така и с необичайно голямата си разсеяност. Широтата на неговите интереси му пречи да постигне големите успехи на баща си в архитектурата, както и тези на чичо си в живописта. Въпреки това пейзажите му са изпълнени на високо ниво и са купувани от императорското семейство и от Павел Третяков за неговата галерия. Отдава му се да рисува такива пейзажи, които покоряват зрителя с красотата, простотата и спокойствието си. Сред най-известните картини на живописеца се открояват пейзажите, изобразяващи прекрасните места на Централна Русия. Красотата на руската природа е изразена особено ясно в платната „Пролет“ от 1875 година и „Пейзаж с река“ (1900). Картините „Баня“ (1902) и последното му платно „Гора“ от 1914 година се намират в частни колекции.
Освен с изконните руски пейзажи, Брюлов впечатлява зрителите с изгледи от далечните страни, които е посещавал – „Веранда. Алжир“ (1882), „Път към морето. Алжир“ (1883). И двете картини в наши дни са изложени в Третяковската галерия.
Не само пейзажите и рисунките на красивата природа имат успех в творчеството на Брюлов. Той е привлечен и от портретната живопис, като най-известни негови работи от този вид са „Неуспяла среща“ (Девойка със свещ), „Портрет на кардинала“, „Селско момиченце“ (1874) и други.

## Последни години
Заради високата си ерудираност и безупречните си човешки качества Павел Брюлов се ползва с голямо уважение в художествените среди на страната. Именно поради това през 1893 година той е удостоен със званието действителен член на Академията, а през 1904 – и член на Академичния съвет. Успоредно с това, от 1897 да 1912 година заема длъжността пазител на музея на Александър III, днешния Държавен руски музей.
Работите на Павел Брюлов са изпълнени почти изцяло в стил Реализъм, разпространението на който е най-важната задача, която передвижниците поставят пред себе си. Художникът се старае да изобрази на платната си именно онова, което наистина вижда. Всяко разкрасяване му е дълбоко чуждо и той показва на публиката действителността в живота. Понякога в картините му могат да се видят не особено приятните страни на човешкото съществуване, тъй като стремежът да бъде реалистичен е кредо в творчеството му. Сериозно място в работата му заема образът на руското село. В пейзажите му често могат да се видят порутени селски колиби, оголващи грозотата на живота на обикновените хора.
Павел Александрович Брюлов умира на 3 (16) декември 1914 година в град Павловск, Санкт Петербургска губерния, където е погребан.
- Път към морето. Алжир (1883)
- Пейзаж с река (1900)
- Баня (1902)
- Гора (преди 1914)